# ديبي هالفورسون
ديبي هالفورسون (بالإنجليزية: Debbie Halvorson)‏ (و. 1958 – م) هي سياسية من الولايات المتحدة الأمريكية ولدت في شيكاغو هايتس.

## التعليم
تعلمت في جامعة هارفارد، وجامعة فرجينيا.